# Alíz Kertész
Alíz Kertész (Boedapest, 17 november 1935) is een voormalig Hongaars turnster. 
Kertész won tijdens de wereldkampioenschappen in 1954 de zilveren medaille in de landenwedstrijd.
Tijdens de Olympische Zomerspelen 1956 de gouden medaille in de landenwedstrijd draagbaar gereedschap en de zilveren medaille in de landenwedstrijd.

## Resultaten

### Olympische Zomerspelen
| Jaar | Plaats    | Resultaten                                                                           |
| ---- | --------- | ------------------------------------------------------------------------------------ |
| 1956 | Melbourne | in de landenwedstrijd draagbaar gereedschap in de landenwedstrijd 61e in de meerkamp |

### Wereldkampioenschappen
| Jaar | Plaats | Resultaten            |
| ---- | ------ | --------------------- |
| 1954 | Rome   | in de landenwedstrijd |

1952: Evy Berggren, Vanja Blomberg, Ann-Sofi Colling, Karin Lindberg, Hjördis Nordin, Göta Pettersson, Gun Röring, Ingrid Sandahl ·
1956: Andrea Bodó, Erzsébet Gulyás, Ágnes Keleti, Alíz Kertész, Margit Korondi, Olga Tass